# Denis Gratias
Denis Gratias, né le 22 septembre 1947 à Paris (France) est un scientifique français, directeur de recherche émérite au CNRS. Sa spécialité est la science des matériaux, en particulier la cristallographie. Depuis la découverte des quasi-cristaux par Dan Shechtman en 1982, il contribue à leur description, en développant notamment des modèles théoriques. Il est membre correspondant de l'Académie des sciences depuis 1994. 

## Biographie
Denis Gratias est diplômé ingénieur chimiste en 1970 à Chimie ParisTech. En 1978, Denis Gratias soutient, au Laboratoire de Métallurgie Structurale (CNRS-ENSCP), sa thèse d'État, intitulée Cristallographie des interfaces dans les cristaux homogènes et développe avec Richard Portier un formalisme de diffraction des électrons rapides. Il effectue ensuite son stage post-doctoral à l'université de Californie à Berkeley (États-Unis) où il s'intéresse aux problèmes de thermodynamique statistique de champ moyen généralisé (Cluster Variation Method).
De retour en France, il prend son poste au Centre d'Études de Chimie Métallurgique (CECM), laboratoire CNRS de Vitry-sur-Seine mais il est rapidement invité par John-Werner Cahn à l'institut de Physique Théorique de l'université de Californie à Santa Barbara (États-Unis) pour participer à une collaboration interdisciplinaire autour de la physique théorique et de la science des matériaux. C'est à cette occasion qu'il est confronté au problème non résolu à l'époque des diffractions d'ordre 5 observées en avril 1982 par Dan Shechtman. Il contribuera à la rédaction de l'article séminal de 1984 annonçant la découverte des quasi-cristaux. 
À son retour commence une longue période d'intense collaboration autour de la cristallographie entre le CECM de Vitry et le Centre de physique théorique (CPHT) de l'École polytechnique.
En 2000, Denis Gratias et son épouse Marianne Quiquandon migrent à Châtillon au Laboratoire d'étude des microstructures (LEM, laboratoire mixte ONERA-CNRS) qu'il a dirigé jusqu'en 2009.
Il est depuis 2014 directeur de recherche CNRS émérite affecté à Chimie ParisTech, à l'Institut de Recherche de Chimie Paris (IRCP), au sein de l’équipe de métallurgie structurale.

## Décoration
- Officier de l'ordre des Palmes académiques (2024)[6]

## Enseignement
- 1991 à 2002 : Professeur chargé de cours à l'École polytechnique (Cours Physique des matériaux, Petites Classes de Mécanique Quantique)
- 1997 à 2006 : Professeur chargé du cours de Mécanique Quantique à l'Ecole nationale supérieure de chimie de Paris (ENSCP)